# Dąbrowa (Lubochnia)
Pour les articles homonymes, voir Dąbrowa.
Dąbrowa est une localité polonaise de la gmina de Lubochnia, située dans le powiat de Tomaszów Mazowiecki en voïvodie de Łódź.